# Pablo Rodríguez Aracil
Pablo Rodríguez Aracil (Valencia, 20 luglio 1985) è un ex calciatore spagnolo, di ruolo attaccante.

## Biografia

### Carriera

#### Gli inizi e le prime esperienze all'estero
Prodotto del vivaio di Levante e Valencia, ha iniziato la carriera con la maglia del Puçol. Successivamente, ha vestito le casacche di Oliva, Almería B e Toledo. Dopo una parentesi nell'Olímpic Xàtiva, si è trasferito a Cipro per giocare nell'Ethnikos Achnas, prima di tornare in Spagna e giocare nel Mazarrón. Nel 2009, Rodríguez è stato in forza al Mioveni, club rumeno militante nella Liga II. Il 21 novembre dello stesso anno ha siglato l'unica rete in squadra, nel pareggio per 1-1 contro il Baia Mare.

#### Bray Wanderers
Agli inizi del 2010 si è trasferito agli irlandesi degli Bray Wanderers, formazione di Premier Division. Ha debuttato in squadra il 19 marzo, sostituendo Robbie Doyle nella sconfitta casalinga per 1-3 contro lo Sporting Fingal. Nella parentesi in squadra ha disputato 5 incontri, senza mettere a referto alcuna marcatura.

#### La Muela e Rayo Cantabria
È successivamente tornato in Spagna per militare nelle file de La Muela, compagine militante nella Segunda División B. Ha esordito in squadra il 4 settembre 2010, subentrando a Guerao nel pareggio per 1-1 contro la Real Sociedad B. Il 5 dicembre è arrivata la prima rete, nella vittoria casalinga per 3-2 sul Guijuelo. Ha chiuso l'esperienza in squadra al termine dell'anno solare, congedandosi con 2 reti in 10 apparizioni. In seguito, ha giocato per il Rayo Cantabria.

#### United Sikkim
Agli inizi del 2013, Rodríguez è stato ingaggiato dallo United Sikkim, formazione indiana della I-League. Ha disputato il primo incontro in squadra in data 1º febbraio, schierato titolare nella sconfitta per 2-1 sul campo dello Shillong Lajong. Il 26 marzo ha realizzato l'unica rete in campionato, nella vittoria per 5-0 sull'Air India. Ha totalizzato 8 presenze e una rete con questa casacca.

#### Marathón
Nell'estate 2013 si è trasferito al Marathón, formazione honduregna militante nella Liga Nacional. Ha esordito in data 1º settembre, subentrando a Jonathan Techera nel pareggio per 1-1 sul campo del Real España. L'8 settembre ha realizzato il primo gol nella massima divisione locale, nella sconfitta casalinga per 1-2 contro il Deportes Savio. Con questa maglia ha totalizzato 9 presenze, mettendo a referto 2 reti.

#### Kaya
Nel 2014, lo spagnolo è passato ai filippini del Kaya. Ha debuttato in squadra il 19 marzo, subentrando a Christian Ayew nella vittoria per 0-2 contro la Philippine Army, gara in cui ha fornito l'assist a Janrick Soriano per la seconda rete della sua squadra. Il 24 marzo ha realizzato la prima rete, nel successo per 0-9 sul campo del Pasargad. Rimasto in squadra fino all'estate, ha segnato 6 reti in 8 partite di campionato.

#### Brumunddal
Il 10 luglio 2014, la formazione norvegese del Brumunddal ha annunciato d'aver ingaggiato l'attaccante spagnolo. Ha esordito nella squadra, militante nella 2. divisjon, in data 2 agosto: è stato schierato titolare nella vittoria per 4-0 sul Valdres, partita in cui ha realizzato una tripletta. È rimasto in squadra fino al termine della stagione, totalizzando 13 presenze e 7 reti in campionato.

#### Maziya
Nel 2015, Rodríguez si è trasferito nelle Maldive per giocare nelle file del Maziya, formazione partecipante alla Coppa dell'AFC. Ha debuttato in questa competizione in data 16 febbraio, schierato titolare nella vittoria per 1-0 sul Ceres. Il 10 marzo ha realizzato la prima rete nel torneo, nella vittoria per 2-0 sugli Warriors.

#### P-MU
A febbraio 2016 si è trasferito in Indonesia per giocare nel Madura United.